# غريفونية
الغريفونية (الاسم العلمي:Griffonia) هي جنس من النباتات تتبع الفصيلة البقولية من رتبة الفوليات.

## أنواع الغريفونية
- غريفونية منفوخة الثمار
- غريفونية بسيطة الأوراق
- غريفونية جميلة
- غريفونية تسمانية